# トン普通語
トン普通語（トンふつうご、トンふつご）とは、奄美語（特に奄美大島方言）の母語話者が標準日本語を第二言語として習得しようとした際に生成された中間言語（クレオール言語）と呼べる言語体系である。「トン」とは奄美語でサツマイモの意味。

## 概要
トン普通語は奄美語を基層言語とし、標準日本語を上層言語とする。相互理解度の観点からは奄美語よりも標準日本語に近く、関東方言の一種と位置づけるべきだとする見解もある。トン普通語には世代間・男女間・地域間で差異があるが（戦前から転入者が多かった古仁屋は標準日本語に近い）、元々言語差が大きかった奄美の住民にとって、互いに通じ合える言葉として便利な存在であった（奄美語の中心的な方言は名瀬方言だったが、奄美全体の共通語ではなかった）。奄美では大正末期・昭和初期から標準語教育が浸透していき、1950-60年代に学童期を迎えた世代（団塊の世代）で奄美語からトン普通語への言語交替が急速に進んだ（名瀬での事例。言語交替の時期には地域差がある）。

## 特徴
- 奄美語特有の発音が単純化されている[2]。
  - 中舌母音の消滅。ï→i（音環境によってはe）、ë→e（音環境によってはo）。（例）クィンムン/kïNmuN/→ケンムン（木の精）、ハグェー/hagëː/→ハゲー（感動詞）[2]
  - 声門破裂音/ʔ/の有無による弁別の消滅。ʔj→j、ʔw→w。（例）イャ/ʔja/→ヤ（お前）、ウヮ/ʔwa/→ワ（豚）[2]
- 「-ている」を「-よる」「-とる」で表す[1]。ただし「-よる」は「-よった」という過去形でのみ使われ、主語が一人称の場合には使われない[2]。
  - （例）タローワ　カイモノ　イキヨッタヨ（買い物に行くために歩いていた太郎を見かけた人が「太郎が実際に歩いているのをこの目で見た」ということを第三者に伝える発言）[1]
    - 伝統的な奄美語の「タローヤ コイムン イキュタッカ」に相当する[1]。
- 奄美語特有の単語をそのままあるいは標準日本語風に直訳した表現がみられる。
  - （例）ツクエ　ソビイテ　イコ（机を引っ張って行こう）[1]
  - （例）ハゲ、アナガ　ホゲトル（あれ、穴が開いている）[1]
  - （例）タローワ　ツリシガ　イッタガ（太郎は釣りをしに行ったよ）[1]
  - （例）シガツカラ　コーコー　アルイテイマス（四月から高校に通っています）[1]
- ウチナーヤマトグチと共通する表現が多いが、例えば自動車教習所の略称に「車校」[4]を主に使う（沖縄では自練）、文末詞「ばーよ」「やし」「さー」を使わないなど、違いも見られる[3]。